# Florent Grouazel
Florent Grouazel est un auteur de bande dessinée français né en 1987 à Lorient.

## Biographie
Originaire de Lorient, Florent Grouazel a suivi ses études au lycée Dupuy-de-Lôme de Lorient, où il rencontre Younn Locard, puis il intègre l'école de bande dessinée Saint-Luc de Bruxelles, en même temps que son ami. En 2013, il s'associe avec Locard pour livrer Éloi, « un récit historique sur le colonialisme et la Nouvelle-Calédonie ».
Grouazel s'associe de nouveau avec Locard pour une trilogie de bande dessinée historique intitulée Révolution, dont le premier volume, Liberté, paraît en 2019 chez Actes Sud / L'An 2. En 2020, cet album remporte le Fauve d'or au festival international de la bande dessinée ; l'ouvrage avait auparavant obtenu le Prix Château de Cheverny de la bande dessinée historique.
Le deuxième tome, Egalité, est publié en janvier 2023, avec à nouveau un bon accueil critique,.

## Œuvres
- Éloi, co-scénarisé avec Younn Locard, Actes Sud / L'An 2, novembre 2013  (ISBN 978-2-330-02449-9)
- Révolution, co-scénarisé et co-dessiné avec Younn Locard, Actes Sud / L'An 2
  1. Liberté, janvier 2019  (ISBN 978-2-330-11737-5)
  2. Egalité, janvier 2023 (ISBN 978-2-330-17109-4)

## Récompenses
- 2019 :
  - Prix Château de Cheverny de la bande dessinée historique, avec Younn Locard, pour Révolution, tome 1 : Liberté ;
  - Prix « Bulles d'Humanité » (décerné par le journal L'Humanité), avec Younn Locard, pour Révolution, tome 1 : Liberté[7] ;
- 2020 : Fauve d'or, avec Younn Locard, pour Révolution, tome 1 : Liberté.

### Documentation
- Delphine Landay, « Lorient. Au festival d’Angoulême, ils remportent Le Fauve d’or pour leur récit graphique Révolution », Ouest-France,‎ 2 février 2020 (lire en ligne).
- Thierry Lemaire, « La révolution se conjugue au pluriel », Zoo, no 70,‎ mars-avril 2019, p. 9